# لاريدو (كانتابريا)
بلدية لاريدو (بالإسبانية: Laredo)‏، هي إحدى بلديات منطقة كانتابريا, المصنفة على أنها مقاطعة أيضاً، في شمال إسبانيا.
يبلغ عدد سكانها 12,563 نسمة وفقاً لإحصائية سنة (2002).

## توأمة
للاريدو (كانتابريا) اتفاقيات توأمة مع:
- سينون (1988 - )

## أعلام
- اجناسيو رودريغيز
- أورلاندو غوتيريز
- ألبرتو ميغيل
- خوسيه إيميليو أمافيسكا
- فرنسيسكو خافيير لوبيز غارسيا